# Didchewi
Didchewi (ros. Styrkom) – wieś w Osetii Południowej, w regionie Cchinwali. W 2015 roku liczyła 35 mieszkańców.

## Urodzeni
- Boris Czoczijew